# Чедо Баћовић
Чедо Баћовић (рођен 1952. године на Цетињу, Црна Гора) је српски књижeвник.

## Биографија
Чедо Баћовић је праунук бањског војводе Максима Баћовића.
Основну школу и гимназију учио је у Врбасу, Краљеву и Никшићу, а Правни факултет завршио у Подгорици 1976. године.
Награђиван је за књижевни рад. Члан је Удружења књижевника Црне Горе.
Живи и ствара у Никшићу.

## Награде
- Награђен је за кратку причу.
- Добитник награде Залога, 2002. године.[1]

## Дела
Баћовић је објавио око педесет књига различитог жанра (поезија, проза, афоризми, монодрама..)
- Видалиште, 1986.год. (пјесме)
- Бањани у анегдотама,1992.год.
- Сто анегдота о Његошу, 1993. и 1995.
- Петровићи-Његоши у причи и анегдоти(у пет књига), 1997. и 2001.(друго допуњено издање)
- Ја, Лука Вукаловић, војвода ерцеговачки, 1998.(проза)-по њој је снимљена истоимена монодрама
- Књиге и писци Никшића (коауторство), 1998.год.
- Поменик црногорских и херцеговачких ратника и првака (1500-1918),199. год.
- Мато Глушац-пророк за сва времена(1774-1870), 2000. год.
- Црногорске војводе и сердари, едиција у 10 књига, 2000.год.
- Перјаници-гвоздена песница владара, 2001.год.
- Барјактари-најхрабрији међу храбрима, 2001.год.
- Гусле и гуслари, 2001.год.
- Овако је зборио Шуто Роганов, 2001.год.
- О мерхамету и газилуку (муслимански примјери чојства и јунаштва), 2002.год.
- Војвода Лука Вукаловић (1823-1873),2002. год.[2]